# Jaguariaíva
Jaguariaíva es un municipio brasileño del estado de Paraná. Su área es de 1.524 km² representando 0.7645 % del estado, 0.2704 % de la región y 0.0179 % de todo el territorio brasileño. Su población según el censo 2009 era de 33.244 habitantes.

## Etimología
De origen Tupí, "Tyaguariahibá": Río de la onza brava.

## Historia
La municipalidad de Jaguariaíva tiene origen en una ruta de tropero que conducían el ganado desde Río Grande do Sul hacia São Paulo. Ha experimentado un auge en la industria forestal y de celulosa a lo largo del siglo XX. En consecuencia, hoy en día, Jaguariaíva suministra al mercado brasileño e internacional productos como resina, madera para la construcción, madera contrachapada, pasta de papel, papel de revestimiento y papel de periódico.

## Turismo

### Atracciones naturales
- Parque Estatal del Cerrado;
- Parque Estatal del Valle do Codó;

## Administración
- Prefecto municipal: Dr. Otélio Renato Baroni (PT)
- Viceprefecto: Ademar de la Costa Pasos (PP)
- Presidente de la Cámara Municipal: Concejal José Marcos Pessa Hijo (PSDB);